# Ivanir Calado
Pour les articles homonymes, voir Calado.
Ivanir Calado, né en 1953 à Nova Friburgo au Brésil, est un écrivain brésilien.
Après des études d'arts plastiques et des emplois dans le théâtre et la musique, Ivanir Calado se lance dans l'écriture. Il publie plusieurs ouvrages destinés au public enfant et adolescent ainsi que deux romans en direction des adultes : Imperatriz no fim do mundo et A mãe do sonho.